# Soter
Svatý Soter, latinsky Soterius, zvaný Dobročinný (Concordius) byl dvanáctým papežem katolické církve. Jeho pontifikát se datuje do let 166/167 – 174/175.

## Život
Narodil se ve Fondi v Kampánii. O jeho životních osudech není mnoho známo.
Ujímal se uvězněných křesťanů, zejména odsouzených k nuceným pracím v dolech. Dochoval se dopis svatého Dionýsa vysoce oceňující tuto činnost.
Údajně vydal nařízení, aby všichni křesťané přijímali Tělo Páně na Zelený čtvrtek. Dále stanovil, že křesťanské manželství je svátost a je platné pouze tehdy, je-li požehnáno knězem.
Podle tradice zemřel jako mučedník. Jeho památka se uctívá 22. dubna.